# Вернер Гайнце
Вернер Гайнце (нім. Werner Heintze; 16 березня 1916, Берлін — ?) — німецький офіцер-підводник, капітан-лейтенант крігсмаріне.

## Біографія
5 квітня 1935 року вступив на флот. Після проходження навчання з 4 жовтня 1937 року служив в морській авіації, до 8 серпня 1938 року пройшов курс авіаційного спостерігача. З 30 червня по 22 листопада 1941 року пройшов курс підводника, після чого був переданий в розпорядження 29-ї флотилії. В травні 1942 року пройшов підготовку в 2-му навчальному дивізіоні підводних човнів, з 16 травня по 16 червня — курс командира підводного човна, після чого був направлений на будівництво підводного човна U-708. З 24 липня 1942 року — командир U-708. З 2 червня 1943 року — офіцер групи Військово-морського училища Фленсбурга-Мюрвіка. 19 квітня 1944 року переданий в розпорядження командувача есмінцями. З 5 травня 1944 року — 1-й офіцер на есмінці «Еріх Штайнбрінк», з 2 грудня 1944 року — на Z25. 19 травня 1945 року взятий в полон британськими військами. 29 березня 1946 року звільнений.

## Звання
- Кандидат в офіцери (5 квітня 1935)
- Морський кадет (25 вересня 1935)
- Фенріх-цур-зее (1 липня 1936)
- Оберфенріх-цур-зее (1 січня 1938)
- Лейтенант-цур-зее (1 квітня 1938)
- Оберлейтенант-цур-зее (1 жовтня 1939)
- Капітан-лейтенант (1 січня 1943)

## Нагороди
- Нагрудний знак спостерігача (26 листопада 1938)
- Медаль «За вислугу років у Вермахті» 4-го класу (4 роки)
- Іспанський хрест в бронзі з мечами (6 червня 1939)
- Залізний хрест
  - 2-го класу (грудень 1939)
  - 1-го класу (червень 1940)
- Авіаційна планка розвідника в бронзі (12 вересня 1940)